# Vombisidris lochme
Vombisidris lochme é uma espécie de formiga do gênero Vombisidris, pertencente à subfamília Myrmicinae.